# Carolina Gaitán
Carolina Gaitán (Villavicencio, 4 de abril de 1984) é uma atriz e cantora colombiana. Sua estréia no mundo artístico foi no reality show Popstars da emissora Caracol. Também integrou a banda Escarcha.
Aos 12 anos era vocalista principal do grupo Los Centauros. Foi protagonista da novela Gabriela, giros del destino e antagonista da novela Isa TK+. Em 2011, Carol participará do episódio 7 da série Mentes em Choque, da Fox, mesma série que María Gabriela de Faría participou, sendo que ela foi no episódio 2.

## Televisão
- Rojo carmesí (RCN, 2024) como Valeria Ruiz
- Sin senos sí hay paraíso (Caracol TV, 2016) como Catalina[2]
- Celia (RCN, 2015-2016) como Lola Calvo
- Narcos (Netflix, 2015-2016) Interpretou Marina Ochoa em dois capítulos, mais tarde foi substituída por Laura Perico.
- Las Hermanitas Calle (Caracol TV, 2015-2016) como Nelly Calle
- Esmeraldas (Caracol TV, 2015) como Esperanza (adulta)
- Alias el Mexicano (RCN, 2013-2014) como Ana Belén Páez Argüello
- Amo de Casa (RCN, 2013) como Carla
- Flor salvaje (Telemundo, 2011-2012) como Alicia alias "Malicia"
- Mentes em Choque(FOX, 2011) como Brenda Conte
- Confidencial (Caracol TV, 2011) como Mariana
- Decisiones (Telemundo, 2010-2011) vários personagens
- Mujeres Al Limíte (Caracol TV, 2010-2011) como Sofía/Pilar
- La diosa coronada (RTI, 2010)
- Isa TK+ (Nickelodeon, 2009-2010) como Catalina Bernabeu
- Gabriela, giros del destino (Caracol, 2009) como Gabriela Rueda
- Mulheres Assassinas (Vista Producciones/RCN) no episódio Laura la encubridora
- Novia para dos (RCN, 2008) como Johanna
- Satanás (película, 2007) como amiga de Natalia
- Amorcity corazón (Citytv)
- Zona rosa (RCN, 2007) como Sara Bautista
- Mujeres, cuestion de metodo (RCN, 2007) como Sara
- Así es la vida (RCN, 2007) no episódio Enamorando a mi esposo
- Vuelo 1503 (Caracol TV, 2005) como Yuli Salcedo
- Popstars (Caracol TV, 2002) Ela mesma

## Filmes
- Encanto como Pepa Madrigal (Voz Original)

## Rádio
- Fin de semana (Apresentadora)
- El metro (Apresentadora)

## Discografia
| Ano  | Álbum                    | Grupo    | Companhia  |
| ---- | ------------------------ | -------- | ---------- |
| 2002 | Escarcha                 | Escarcha | Sony Music |
| 2003 | Siempre hay algo mas     | Escarcha | Sony Music |
| 2009 | Isa TK+: Sigo al corazón | Isa TKM  | Sony Music |